# Jean Carn
Jean Carn, (Columbus, 1947. március 15. –) amerikai R&B/soul dzsesszénekesnő. Zongorázik, klarinéton és fagotton is játszik.

## Pályafutása
Sarah Jean Perkins néven született Columbusban. Négyéves korától a templomi kórusban énekelt. A Washington High Schoolon, aztán a Morris Brown College-ban tanult. A New York-i Juilliard School of Musicon tervezte folytatni tanulmányait, amikor találkozott és feleségül ment Doug Carn dzsesszzongoristához, és a fúziós dzsesszzenekar énekese lett. Los Angelesben telepedtek le, ahol négy korai albumából háromon − az Infant Eyes-on, a Spirit of the New Land-en és a Revelation-ön is −közreműködött a Black Jazz Recordsnál. 
A pár később elvált.
1976-ban Carn szerződött Kenneth Gamble and Leon Huff's Philadelphia International Recordsnál. Debütáló albuma, a Jean Carn 1976-ban jelent meg. Kislemeze, a „Free Love” a 23. helyre került az R&B slágerlistán. 1978. júniusában jelent meg második albuma, a „Happy to Be With You”. Carn harmadik albuma – When I Find You Love – 1979-ben jelent meg. A „My Love Don't Come Easy” a 43. helyet érte el az R&B listán. Az albumon szerepelt a „Was That All It Was?” című szám, ami nagy diszkósláger volt a brit klubokban.
Az 1981-es album a „Sweet and Wonderful” című album volt. Carn 1982-ben a Motown Recordshoz szerződött, akiknél a „Trust Me”" jelent meg. Az „If You Don't Know Me By Now” című kislemez −a Harold Melvin and the Blue Notes slágerének feldolgozása − a 49. helyet érte el az R&B listán. 1986-ban az Omni Recordsnál „Closer Than Close” című album az R&B slágerlisták élére került.
Carn az utolsó énekes volt, aki Duke Ellingtonnal fellépett a halála előtt. 2022-ben az életét bemutatta a TV One dokumentumfilm-sorozata („Unsung”).

## Stúdióalbumok
- 1976: Jean Carn
- 1978: Happy to Be with You
- 1979: When I Find You Love
- 1981: Sweet and Wonderful
- 1982: Trust Me
- 1986: Closer Than Close
- 1988: You're a Part of Me
- 1995: Carn Sings McCoy
- 1996: Love Lessons

## DVD
- Jean Carn & Friends: The Sound of Philadelphia: Live in Europe (2005)
- Ladies Night Out—Live (2007)

## Díjak
- 2014: National R&B Music Society's Atlantic City Walk of Fame
- 2025: The Atlantic City Walk of Fame

## Fordítás
- Ez a szócikk részben vagy egészben  a   Jean Carn című angol Wikipédia-szócikk ezen változatának fordításán alapul.  Az eredeti cikk szerkesztőit annak laptörténete sorolja fel. Ez a jelzés csupán a megfogalmazás eredetét és a szerzői jogokat jelzi, nem szolgál a cikkben szereplő információk forrásmegjelöléseként.